# Julie Bérengier
Pour les articles homonymes, voir Bérengier.
Julie Bérengier, née le 12 novembre 1980 à Paris, est une escrimeuse française maniant le sabre.
Elle remporte aux Championnats d'Europe d'escrime 2005 la médaille d'or par équipes.